# Gerichtsbezirk Zirknitz
Der Gerichtsbezirk Zirknitz (slowenisch: sodni okraj Cerknica) war ein dem Bezirksgericht Zirknitz unterstehender Gerichtsbezirk im Kronland Krain. Er umfasste Teile des politischen Bezirks Loitsch (Logatec) und wurde 1919 dem Staat Jugoslawien zugeschlagen.

## Geschichte
Die Gerichtsbezirke in Krain entstanden infolge eines Ministervortrags vom 6. August 1849, in dem die Grundzüge der Gerichtseinteilung festgelegt wurden. Nachdem im Dezember 1849 die Gebietseinteilung der Gerichtsbezirke sowie die Zuweisung der Gerichtsbezirke zu den neu errichteten Bezirkshauptmannschaften durch die „politische Organisierungs-Commission“ festgelegt worden war, nahmen die Bezirksgerichte der Krain per 1. Juni 1850 ihre Tätigkeit auf. Das Gebiet des Gerichtsbezirks Zirknitz gehört ursprünglich zum Gebiet des Gerichtsbezirks Loitsch. Erst durch eine Verordnung des k. k. Justizministeriums vom 3. Dezember 1892 wurde der Gerichtsbezirk Zirknitz vom Gerichtsbezirk Loitsch abgespalten, wobei der neugeschaffene Gerichtsbezirk die neun Katastralgemeinden Grahovo, Kolschlek, Niederndorf, Seuschtschek (Selšček), Ulaka, Wesulak (Bezuljak), Wigaun, Žerovnica (Scherounitz) und Zirnitz umfasste. Per 1. Jänner 1894 nahm das Bezirksgericht Zirknitz schließlich seine Tätigkeit auf. Gemeinsam mit den Gerichtsbezirken Loitsch, Laas und Idria bildete der Gerichtsbezirk Zirknitz in der Folge den Bezirk Loitsch.
1910 wurden für den Gerichtsbezirk 16.876 Personen ausgewiesen, von denen 16.755 Slowenisch (99,3 %) und 63 Deutsch (0,4 %) sprachen.
Durch die Grenzbestimmungen des am 10. September 1919 abgeschlossenen Vertrages von Saint-Germain wurde der Gerichtsbezirk Adelsberg zur Gänze dem Königreich Jugoslawien zugeschlagen.

## Gerichtssprengel
Der Gerichtssprengel Idria umfasste infolge der Zusammenfassung der Katastralgemeinden zu Gemeinden 1910 die vier Gemeinden Begunje (deutsch: Wigaun), Rakek, Sveti Vid nad Cerknico (Sankt Veit ob Zirknitz) und Zirknitz.